# Kabupaten de Minahasa du Sud
Le Kabupaten de Minahasa du Sud (Minahasa Selatan) est un district de la province de Sulawesi du Nord sur l'île de Sulawesi en Indonésie. Administrativement il est composé des sous-districts (Kecamatan) suivants :
- Amurang
- Amurang Barat
- Amurang Timur
- Tareran
- Tatapaan
- Tenga
- Tumpaan
- Tompaso Baru
- Kumelembuay
- Maesaan
- Mondoinding
- Motoling
- Ranoyapo
- Sinonsayang

Son chef-lieu est Amurang. Il comprend 146 villages regroupés en 10 communes.

## Sources
1. ↑  Site officiel Kabupaten de Minahasa du Sud